# Lyrestad
Lyrestad er et byområde i Mariestads kommun i Västra Götalands län i Sverige og kyrkby i Lyrestads socken, beliggende cirka 20 kilometer nord for Mariestad på vejen mod Hova. Her krydser Kinnekullebanan og Europavej E20 Göta kanal.

## Bebyggelsen
I Lyrestad ligger Lyrestad kyrka samt to mindre museer som kaldes Hamnmagasinet og Tiondemagasinet. Lyrestad har siden 2007 haft et glasværk som hedder Jema studioglas.
I starten af 1920'erne havde Lyrestad bankkontorer tilhørende Skaraborgs enskilda bank og Sydsvenska kreditaktiebolaget. Sydsvenska banken overlod i 1925 kontoret til Göteborgs handelsbank som så lå i byen i yderligere nogle årtier. Derefter var Skaraborgsbanken den eneste forretningsbank i byen, indtil også dette kontor blev nedlagt.

## Kendte bysbørn
- Jan Rippe (født 1955), svensk komiker, sanger og skuespiller.